# ラジコン技術
『ラジコン技術』（ラジコンぎじゅつ）は、電波社が刊行する無線操縦模型の月刊誌である。

## 概要
1961年に当時、まだ一般的ではなく、普及途上だった模型の無線操縦を扱う雑誌として創刊された。
『電波技術』誌(電波技術社刊，後年は近代科学社刊)から派生したとされる。
デジタル技術が無線装置に搭載される今日と違い、当時は単純な電波に乗せた音声によるリレーのオンオフで操縦するのが一般的だった。
一部の愛好家が送受信機を自分で組み立てる事も行われていたため、1960年代から70年代初頭にかけてしばしば無線機の回路の解説や回路図が掲載されることもあった。
これは、アナログ回路によるプロポーショナルコントロール装置の登場のころでも自分でR/C装置を組み立てる愛好家がいたからである。
創刊当時、無線操縦をメインに扱った雑誌はイギリスの雑誌に続いて世界で2番目だった。現在刊行される無線操縦の雑誌としては世界で最も長い歴史がある。
採り上げる模型はラジコン飛行機とラジコンヘリコプターが主で、四輪は対象外（他誌が扱っている）。
版元の電波実験社は群馬県太田市で毎年開催される航空ページェントを主催している。
新航空法で厳しく制限されている近年はラジコン技術が単なるホビーではなく、モノづくりの原点である事を全国にアピールするための技術にチャレンジしてオープンな記事にしてくれている執筆家が増えている。